# ATAS
ATAS (Amsterdam Tourist Assistance Service) is een niet langer bestaand bureau dat werd opgericht in 1990. De vrijwilligers van de Stichting ATAS boden na een delict hulp aan buitenlandse toeristen. Het was gevestigd in het politiebureau Nieuwezijds Voorburgwal 104-108 in Amsterdam. 